# بيير بول إميل رو
بيير بول إميل رو (بالفرنسية: Émile Roux) (17 ديسمبر 1853 - 3 نوفمبر 1933) هو طبيب وعالم جراثيم ومناعة فرنسي.